# Anatol (Hładky)
Anatol, imię świeckie Ołeksij Ołeksijowycz Hładky (ur. 28 lipca 1957 w Starokonstantynowie) – biskup Ukraińskiego Kościoła Prawosławnego Patriarchatu Moskiewskiego.

## Życiorys
W 1975 ukończył szkołę średnią, po czym odbywał dwuletnią służbę wojskową. W 1977 rozpoczął naukę w seminarium duchownym w Leningradzie, po ukończeniu którego wstąpił na wyższe studia teologiczne w Leningradzkiej Akademii Duchownej. W czasie studiów został 14 lutego 1982 wyświęcony na diakona, zaś 21 lutego tego samego roku – na kapłana przez metropolitę leningradzkiego i nowogrodzkiego Antoniego (Mielnikowa). Został skierowany do pracy duszpasterskiej w eparchii kijowskiej jako proboszcz parafii św. Marii Magdaleny w Białej Cerkwi. W 1988 przeniesiony do Obuchowa jako proboszcz parafii św. Michała Archanioła.
W 1992 złożył wieczyste śluby zakonne w ławrze Kijowsko-Pieczerskiej i natychmiast otrzymał godność igumena. Od 1993 pełnił obowiązki sekretarza metropolity kijowskiego i całej Ukrainy. 28 października 1993 metropolita Włodzimierz (Sabodan) konsekrował go na biskupa rówieńskiego i ostrogskiego. W ciągu dwóch lat administrowania eparchią rówieńską biskup Anatol był również rektorem szkoły duchownej w Międzyrzeczu Ostrogskim oraz szkoły psalmistów i katechetów w Gródku.
27 lipca 1995 został przeniesiony na katedrę głuchowską i konotopską, zaś od 30 marca 1999 kieruje utworzoną w tym samym roku eparchią sarneńską. W 2004 podniesiony do godności arcybiskupiej.
Posiada tytuł naukowy kandydata nauk teologicznych oraz doktora filozofii (nadany przez Użhorodzką Ukraińską Akademię Teologiczną im. Świętych Cyryla i Metodego w 2007). Duchowny jest wykładowcą tejże uczelni.
W listopadzie 2013 otrzymał godność metropolity.
14 listopada 2014 razem z metropolitą rówieńskim Bartłomiejem podpisał memorandum przedstawicieli trzech Kościołów prawosławnych (Ukraińskiego Kościoła Prawosławnego Patriarchatu Moskiewskiego, Patriarchatu Kijowskiego oraz Ukraińskiego Autokefalicznego Kościoła Prawosławnego), Kościoła greckokatolickiego oraz delegatów władz obwodu rówieńskiego, zapowiadające utworzenie w regionie jednego lokalnego Kościoła prawosławnego i potępiające rosyjską agresję na Ukrainę. Pięć dni później odwołał swoje poparcie, solidaryzując się z metropolitą Bartłomiejem, który również wycofał się z popierania dokumentu.